# 日興連汚職事件
日興連汚職事件（にっこうれんおしょくじけん）とは1954年の汚職事件。

## 概要
1954年の通常国会に入場税を地方税から国税に移管する法案を提案した。全国4000弱の映画館、劇場からなる日本興行組合連合会（日興連）が反対し、入場税の国税移管反対や税率引き下げの政界工作を行ったが、法案は可決成立した。
その後、捜査機関は、同年11月に衆議院議員であった小西寅松、福田繁芳を収賄の容疑で逮捕。小西は現金45万円、福田代議士は20万円を受け取り、大蔵委員として日興連の利益を図ろうとした。
1961年3月、福田に対して実刑判決が確定し、国会法の規定で失職。賄賂罪の実刑判決が確定して国会議員が失職したのは初めて。

## 関連書籍
- 伊藤栄樹「検事総長の回想」（朝日文庫）